# Butte de Spirea

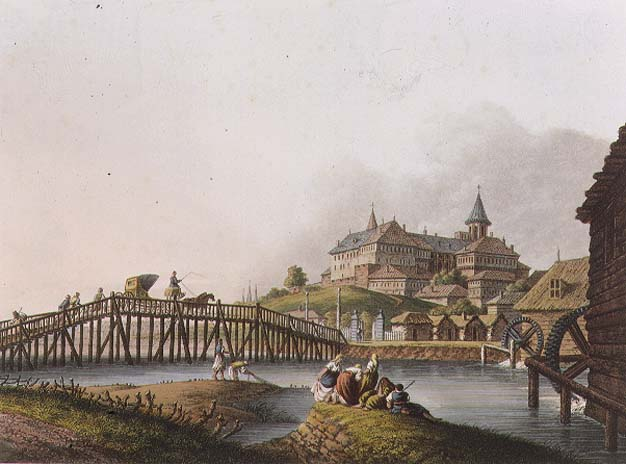
Les moulins à eau sur la Dâmbovița avec la butte de Spirea et Monastère Mihai Vodă en arrière-plan (1837)

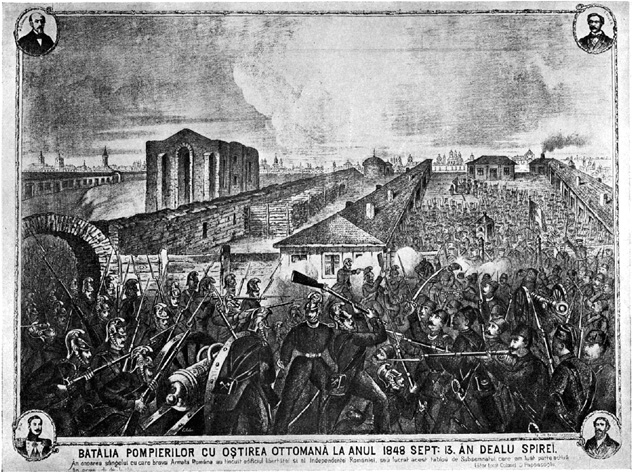
Lithographie de la bataille entre les pompiers de Bucarest et les troupes ottomanes, 1848

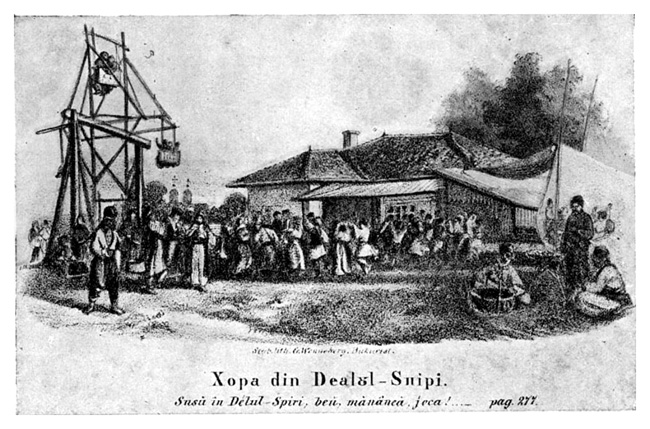
Danse de la hora sur la butte de Spirea (1857 lithographie)

La butte de Spirea (en roumain : Dealul Spirii ; une version ancienne du nom est Dealul Spirei) est une éminence d'une quarantaine de mètres d'altitude (soit environ 90 m au-dessus de la mer) située à Bucarest en Roumanie, qui a été en partie arasée pour y construire le Palais du Parlement.

## Historique
Initialement c'était un vignoble connu comme Dealul Lupeștilor (soit la « colline des Lupescu »). Acquise par le docteur Spiridon Cristofi (surnommé "Spirea"), elle prit ce surnom lorsqu'il y fit bâtir l'église fortifiée appelée Spirea Veche (l'ancienne Spirea); ce monument historique, comme bien d'autres, fut démoli en 1984-86 à l'époque communiste pour construire la « Maison du Peuple ». Cela a fait disparaître le site archéologique de la Curtea Nouă (« nouvelle cour »), résidence princière construite en 1776 par Alexandre Ypsilántis, prince de Valachie, pour remplacer la Curtea Veche (« ancienne cour »). Elle a été construite au-dessus d'un important cellier, encore utilisé dans les années 1900. La Curtea Nouă était la résidence officielle des princes Phanariotes jusqu'à 1812, lorsqu'elle fut incendiée, devenant alors la Curtea Arsă (« cour brûlée »).
En juillet 1818, une montgolfière décolla de la butte de Spirea sous les auspices du prince valaque Ioan Gheorghe Caragea.
Le 13 septembre 1848, les derniers combats de la révolution roumaine de 1848 se sont déroulés sur la butte, entre les troupes de l'Empire ottoman envoyées pour mater les révolutionnaires et la Division des Pompiers de Bucarest, dirigée par Pavel Zăgănescu.

## La butte de l'Arsenal
La butte était également le site de l'Arsenal (bâti en 1861), qui lui donna son nom alternatif Dealul Arsenalului. Également situé sur la butte, le « Stade ANEF », de style Art déco, a été inauguré en 1928 sous les auspices de l'Académie nationale d'éducation physique et de sport : il fut utilisé par l'équipe de football FC Progresul Bucarest. En 2006, les restes des tribunes du stade ont été transformés en lots de parking souterrain.
Après la Première Guerre mondiale, la butte a donné son nom à un fameux procès (le procès du Dealul Spirii) qui concerna des membres du Parti communiste roumain, après que Max Goldstein, un sympathisant communiste, eut fait exploser une bombe le 8 décembre 1920 au Sénat (situé au sommet de la butte).

## Colline Uranus
Autour de la butte se situait le quartier Uranus, nommé en fonction de la principale rue, qui part de la colline au niveau de la Calea Rahovei vers le stade et de là, au quai de l'Indépendance et à Izvor.
C'était une zone de quartiers historiques complètement détruits par le régime communiste alors présidé par Nicolae Ceaușescu, dans le but de construire la « Maison du Peuple ». Lors des destructions liées à la construction du bâtiment, il a été trouvé des fosses communes. Les recherches ont montré que les squelettes retrouvés appartenaient à des personnes qui sont mortes de la Peste noire. La colline comportait également un certain nombre d'églises et de synagogues, également démolies au profit de la « Maison du Peuple ». 